# Бумер-шутер
Бумер-шутер (также «бумерский шутер»; англ. boomer shooter), или ретро-шутер от первого лица (англ. retro FPS), — поджанр шутеров от первого лица, подражающих классическим играм 1990-х годов, таким как Doom и Quake. Впервые термин «бумер-шутер» применительно к своей игре использовала студия New Blood Interactive при разработке Dusk (2018); со временем стало выходить больше ретро-шутеров от первого лица, и термин стал применяться ко всему поджанру.

## Описание
Термин «бумер-шутер» используется для описания игр, подражающих	классическим шутерам 1990-х годов, таким как Doom и Quake.
У жанра нет чёткого определения. Дмитрий Карнов из StopGame.ru выделяет следующие особенности жанра:
1. Динамичность. Как правило, у персонажа большая скорость передвижения, а игрок не может отсиживаться в укрытии и вынужден постоянно уворачиваться от выстрелов.
2. Отсутствие акцента на реализм. Персонаж может выдерживать множество попаданий, не нуждаться в перезарядке и таскать с собой огромный арсенал разнообразного оружия.
3. Менеджмент ресурсов осуществляется через подбор предметов. Здоровье, броня, бонусы и прочие расходуемые предметы находятся на уровне или в секретных комнатах, а не приобретаются и не создаются.
4. Абстрактный дизайн уровней без акцента на иммерсивность. Карты проектируются как арены для сражений, а не как локации для повествования.

Как правило, бумер-шутеры используют низкополигональную графику.

## История
Точное происхождение термина неизвестно. По словам главы компании New Blood Interactive Дэйва Ошри, это название для игры Dusk (2018) придумали поклонники, и студия с удовольствием его приняла. Официальный аккаунт студии в Twitter иронично расшифровывал название жанра как «шутер, который бабахает» (англ. A shooter that goes boom). Оно может быть связано со жаргонным названием дробовика boomstick, «палка-бабахалка», но также может быть связана с насмешками интернет-пользователей над поколением бэби-бумеров — стариков, родившихся в пятидесятых-шестидесятых годах XX века. Хотя сами поклонники бумер-шутеров должны принадлежать к более молодым поколениям, они могут называть себя «бумерами», стариками в саркастическом, но положительном ключе, описывая себя как любителей игр «старой школы».
По словам Эндрю Халшалта, композитора Dusk, разработчики наткнулись на словосочетание «boomer shooter» в контексте Doom во время разработки игры; термин показался команде забавным, и она тоже начала его использовать. К началу 2019 года различные студии, включая New Blood, начали использовать термин «бумер-шутер» в маркетинговых целях — при продвижении своих игр в социальных сетях и пресс-релизах.
Со временем начало выходить больше ретро-шутеров от первого лица, и термин «бумер-шутер» стал использоваться в качестве поджанра. В марте 2022 года на сайте Humble Bundle продавалась коллекция бумер-шутеров (англ. Humble’s Boomer Shooter bundle), состоящая из Dusk, Hedon Bloodrite, Hellbound, Project Warlock, Amid Evil, Dread Templar, Hrot и Ion Fury. В январе 2024 года тег «Бумерский шутер» появился в цифровом магазине Steam